# Leptoptilos falconeri
Leptoptilos falconeri – gatunek olbrzymiego plioceńskiego ptaka z rodziny bocianów (Ciconiidae).

## Etymologia
Gatunek ten opisał Alphonse Milne-Edwards w 1868 roku na podstawie skamieniałości pochodzących z gór Siwalik w Indiach. Autor nadał nowemu gatunkowi nazwę Argala Falconerii na cześć Hugh Falconera (1808–1865) – szkockiego geologa, botanika i paleontologa, którego praca bardzo przyczyniła się do poznania wymarłej fauny gór Siwalik.

## Występowanie i wiek
Występował w południowej Azji (Indie), na sawannach północnej i wschodniej Afryki (Czad, Etiopia) i prawdopodobnie w południowej Europie (Ukraina) we wczesnym i późnym pliocenie około 5–1,94 MLT. W Kenii prawdopodobnie występował już w późnym miocenie. Był prawdopodobnie jednym z najbardziej rozprzestrzenionych bocianowatych w tamtym okresie.

## Wielkość
Był to największy znany gatunek bociana, jednak był bardzo zmienny pod względem wielkości. Największe osobniki przewyższały rozmiarami największy współcześnie żyjący gatunek marabuta indyjskiego, natomiast najmniejsze były jego wielkości. Gatunek ten cechował wyraźny dymorfizm płciowy. Masę jego ciała szacuje się do ok. 20 kg, a wysokość do ok. 2 m. Prawdopodobne miał nieco zredukowane skrzydła, dlatego sugeruje się, że miał on mniejsze zdolności lotne niż współczesne marabuty.

## Wymarcie
Powody wyginięcia tego gatunku są niejasne, ponieważ ciężko stwierdzić, który z żyjących wówczas gatunków mógł z nim konkurować. Dzisiejsze gatunki rodzaju z Leptoptilos zdobywają pokarm na otwartych terenach z terenami podmokłymi. Do gniazdowania potrzebują dużych drzew oraz zbiorników słodkiej wody w okolicy gniazda. Prawdopodobnie Leptoptilos falconeri miał podobne wymagania środowiskowe. Przy swoich rozmiarach był to jeden z największych latających ptaków. Ogromne wymiary i nieco zredukowane kończyny przednie pociągały za sobą ograniczenie zdolności lotnych, co sugeruje, że był to ptak o głównie naziemnym trybie życia.